# Wallrode
Wallrode ist ein Ortsteil der Landgemeinde Am Ohmberg im Landkreis Eichsfeld in Thüringen.

## Lage
Wallrode liegt südlich von Großbodungen an den Kreisstraßen 208 und 207 in einem kupierten landwirtschaftlich genutzten Gebiet, Buhla ist die südliche Nachbargemeinde. Südlich von Wallrode befinden sich die Bleicheröder Berge und die Hasenburg und noch weiter südlich besteht Anschluss an die Bundesautobahn 38.

## Geschichte
Am 2. Juni 1255 wurde der Ort erstmals urkundlich erwähnt.
Die Kirche ist im Kern aus dem 13. Jahrhundert. Sie wurde in spätgotischer Zeit verändert und in der  2. Hälfte des 18. Jahrhunderts barock umgebaut.
Im Ort wohnten per dato 150 Personen.

## Literarischer Schauplatz
Der Schriftsteller Wilhelm Raabe (1831–1910) wählte Wallrode zum Schauplatz seiner im Jahr 1865 zum ersten Mal veröffentlichten historische Novelle Else von der Tanne.

## Persönlichkeiten
- Johann Heinrich Hartmann (* 11. März 1716 in Wallrode; † 31. Mai 1772), evangelischer Theologe[2]